# Luongasjärvi (Jukkasjärvi socken, Lappland)
Luongasjärvi är en sjö i Kiruna kommun i Lappland och ingår i Torneälvens huvudavrinningsområde. Sjön är 2,9 meter djup, har en yta på 0,982 kvadratkilometer och befinner sig 300,9 meter över havet. Luongasjärvi ligger i Torne och Kalix älvsystem Natura 2000-område. Vid provfiske har abborre, gers, gädda och sik fångats i sjön.

## Delavrinningsområde
Luongasjärvi ingår i det delavrinningsområde (751660-172566) som SMHI kallar för Utloppet av Luongasjärvi. Medelhöjden är 314 meter över havet och ytan är 4,9 kvadratkilometer. Räknas de 15 avrinningsområdena uppströms in blir den ackumulerade arean 250,92 kvadratkilometer. Luongasjoki som avvattnar avrinningsområdet har biflödesordning 2, vilket innebär att vattnet flödar genom totalt 2 vattendrag innan det når havet efter 348 kilometer. Avrinningsområdet består mestadels av skog (59 procent) och sankmarker (19 procent). Avrinningsområdet har 1,03 kvadratkilometer vattenytor vilket ger det en sjöprocent på 21 procent.